# Бульчаго
Бульчаго (итал. Bulciago) — коммуна в Италии, располагается в области Ломбардия, подчиняется административному центру Лекко.
Население коммуны составляет 2733 человека, плотность населения составляет 911 чел./км². Занимает площадь 3 км². Почтовый индекс — 23892. Телефонный код — 031.
Покровителем коммуны почитается святой апостол и евангелист Иоанн Богослов. Праздник ежегодно празднуется 27 декабря.